# Мру

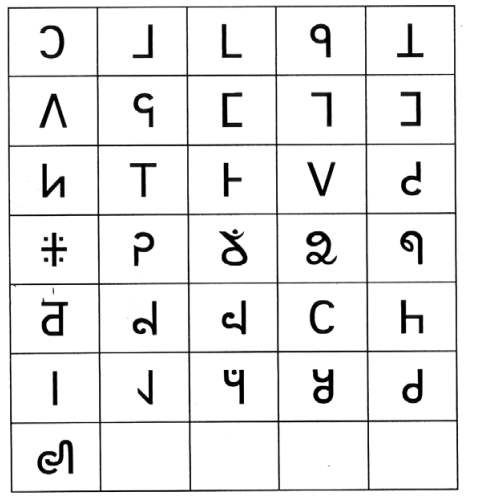
Алфавит мру

Мру на карте языков Бангладеш

Мру — один из тибето-бирманских языков. Распространён в Бангладеш (округ Бандарбан области Читтагонг, 30 тыс. носителей по данным 2007 года) и в Мьянме (штат Ракхайн, 20 тыс. носителей по данным 1999 года). Около 200 носителей также проживает в Индии.
Для записи мру используется две системы письма: латиница и оригинальное письмо мру. Латинский алфавит для мру содержит буквы A a, Aw aw, B b, Ch ch, D d, E e, Ph ph, G g, H h, I i, J j, K k, L l, M m, N n, Ng ng, O o, Ow ow, P p, R r, S s, T t, U u, Ü ü, V v.
Алфавитное письмо мру был создано в 1980-е годы и получило широкое распространение — к концу 2000-х годов им владело около 80 % говорящих на мру.